# Pontus Wernbloom
Pontus Anders Mikael Wernbloom (* 25. června 1986, Kungälv, Švédsko) je bývalý švédský fotbalový záložník.

## Klubová kariéra
Wernbloom hrál ve Švédsku za klub IFK Göteborg, kde získal ligový i pohárový titul. V červenci 2009 přestoupil do nizozemského celku AZ Alkmaar. V lednu 2012 posílil ruský klub CSKA Moskva, s nímž nasbíral řadu domácích trofejí.

## Reprezentační kariéra
Pontus Wernbloom nastupoval za švédskou jedenadvacítku.
V A-mužstvu Švédska debutoval 18. ledna 2007 v přátelském utkání proti týmu Ekvádoru (výhra 2:1).